# Mankovice

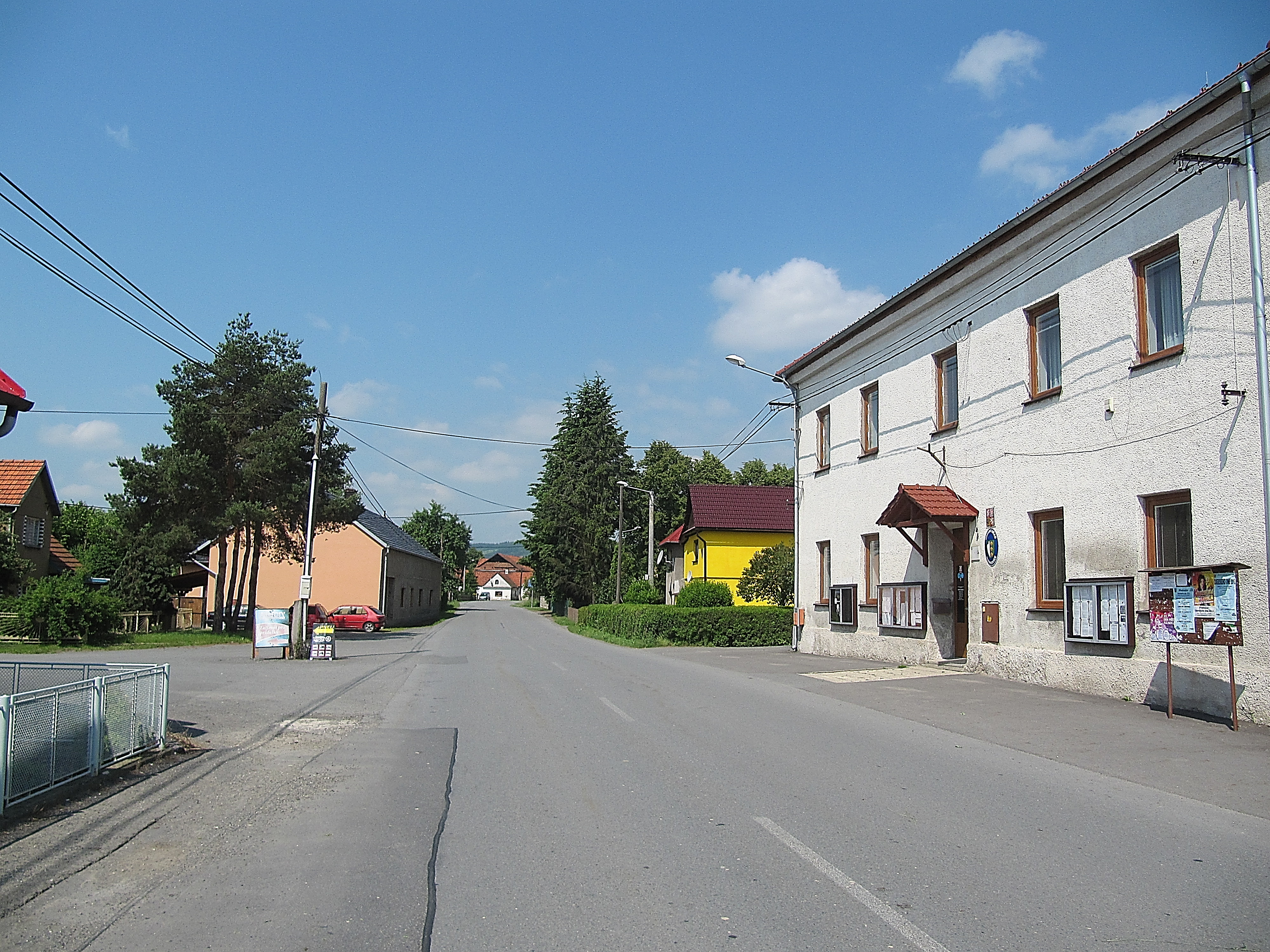
Hauptstraße von Mankovice, rechts das Gemeindeamt

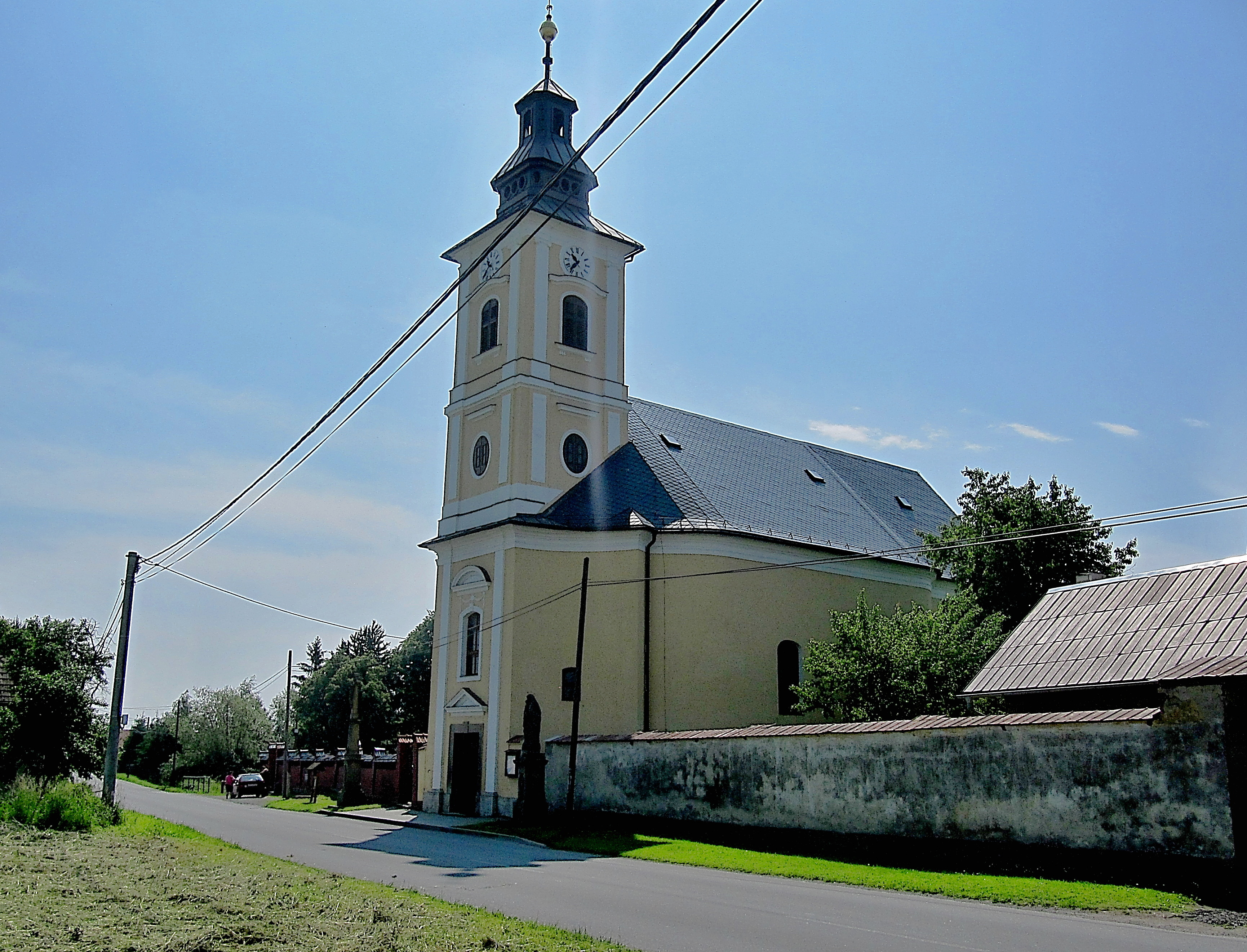
Kirche Mariä Heimsuchung

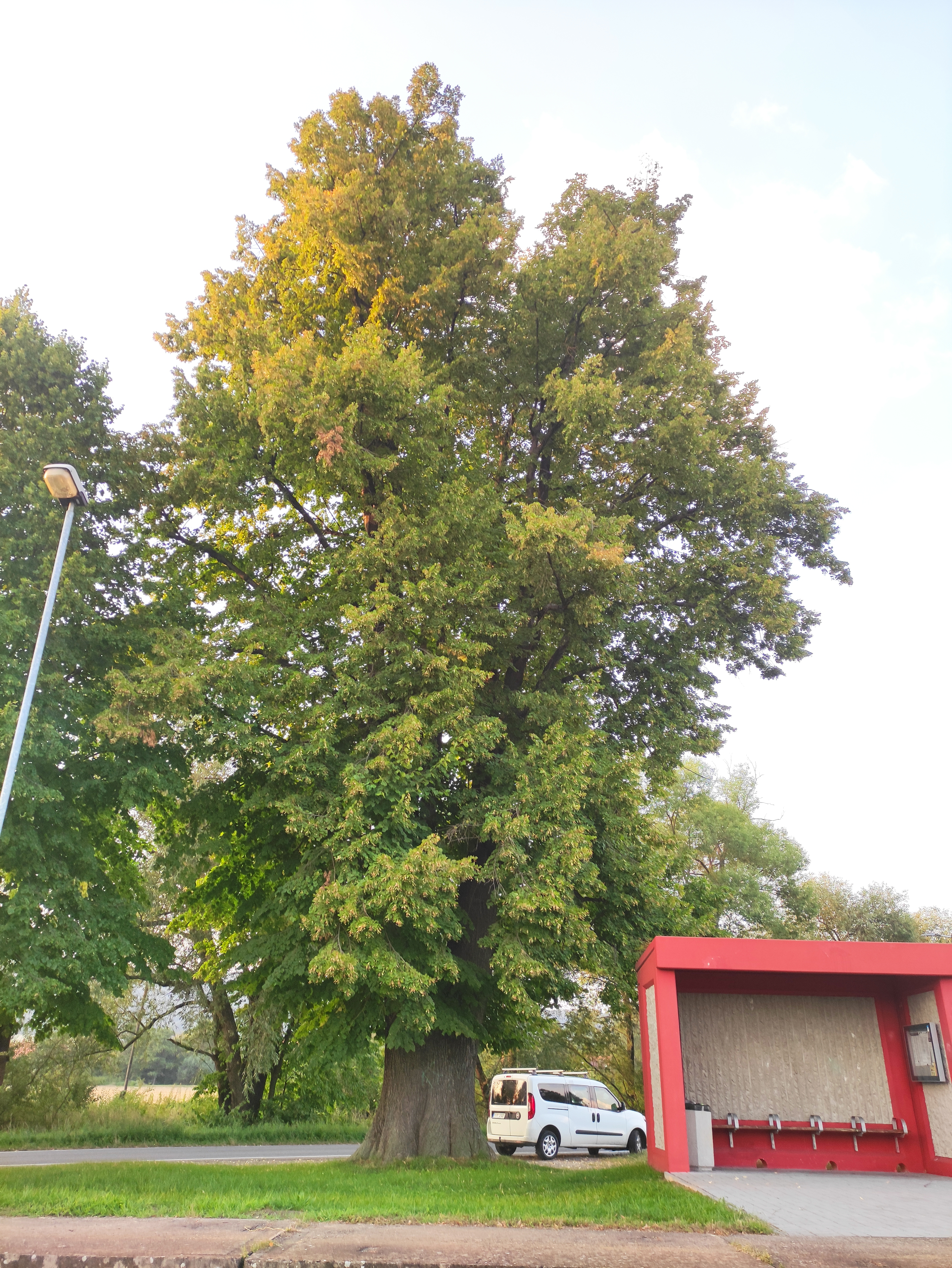
Mankovicer Linde

Mankovice (deutsch Mankendorf) ist eine Gemeinde in Tschechien. Sie liegt fünf Kilometer südöstlich von Odry (Odrau) und gehört zum Okres Nový Jičín.

## Geographie
Der als Hufendorf angelegte Ort erstreckt sich über drei Kilometer linksseitig der Oder in der Mährischen Pforte. Westlich erhebt sich der Veselský kopec (Wessiedelberg, 557 m n.m.), im Nordwesten der Pohoř (Pohorschberg, 480 m n.m.) und die Olšová (Olschenberg, 475 m n.m.). Am südwestlichen Ortsrand verläuft der von der Oder abgeleitete Mlýnský náhon (Mühlgraben), südlich die Bahnstrecke Suchdol nad Odrou–Budišov nad Budišovkou. Im Westen führt die Autobahn D 1 an Mankovice vorbei, dort befindet sich die Abfahrt 321. Durch den westlichen Teil der Gemarkung fließt der Zlatý potok. Mankovice liegt am Rande des Naturparks Oderské vrchy und des Landschaftsschutzgebietes Poodří.
Nachbarorte sind Kletné (Kletten) im Norden, Suchdol nad Odrou (Zauchtel) im Nordosten, Kunín (Kunewald) im Osten, Bernartice nad Odrou (Barnsdorf) im Südosten, Jeseník nad Odrou (Deutsch Jaßnik) und Hrabětice (Grafendorf) im Süden, Vražné (Petersdorf) im Südwesten, Emauzy (Emaus) im Westen sowie Odry und Pohoř (Pohorsch) im Nordwesten.

## Geschichte
Das Gemeindegebiet war bereits in der Frühzeit besiedelt und lag an einer Route der Bernsteinstraße, die hier an einer Furt die Oder überquerte. Beim Aushub für die Haltestelle der Eisenbahn wurde 1891 ein Depot mit Resten von Bronzegegenständen der Hallstattzeit entdeckt, die in das 5. Jahrhundert v. Chr. datiert wurden.
In einer Urkunde des Johanniterordens aus dem Jahre 1188 trat ein Stephanus de Mankowic als Zeuge in Erscheinung; ob dieser mit Mankovice in Verbindung stand ist zweifelhaft, da die ersten schriftlichen Nachweise über die Existenz des Dorfes erst zwei Jahrhunderte später einsetzen.
Das in West-Ost-Richtung langgestreckte Ortsbild mit Hufenflur und Vierseithöfen lässt vermuten, dass das Dorf während der deutschen Kolonisation zwischen der zweiten Hälfte des 13. und dem Anfang des 14. Jahrhunderts von fränkischen Siedlern gegründet wurde. Die lange Zeit erhaltene Besiedlungslücke in der Wüstenau zwischen dem Ober- und Niederdorf wurde erst im 20. Jahrhundert geschlossen.
Die erste schriftliche Erwähnung von Manckendorf erfolgte im Jahre 1374. Das Dorf gehörte zu dieser Zeit den Herren von Krawarn und war Teil der mährischen Burgherrschaft Titschein. Am 2. Oktober 1383 verkaufte Wok (III.) von Krawarn auf Titschein zusammen mit seinen beiden Söhnen Wok (IV.) und Latzek (II.) dem Olmützer Chorherrn Wilhelm von Kortelangen das Gut Jeseník nad Odrou mit der Vogtei und sämtlichem Zubehör für 220 Mark (hřivna) Groschen auf Lebenszeit. Da Jeseník zu dieser Zeit von der Pest entvölkert war, waren die jährlichen Einkünfte von 40 Mark nicht zu erbringen, so dass der Fehlbetrag hälftig auf Mankondorf und Hůrka verschrieben wurde. Weitere frühe Namensformen waren Monkindorf (1397), Monkovice (1434) und Mankovice (ab 1437). Durch die Hussiten, die zwischen 1427 und 1434 die Stadt Odrau besetzt hielten, verbreitete sich hussitisches Gedankengut sowie die tschechische Sprache in der Gegend. Als nach dem Tode des Jan (VI.) von Krawarn auf Titschein und Fulnek, mit dem die Linie 1433 im Mannesstamme erlosch, dessen Witwe Agnes von Troppau 1436 Georg von Sternberg auf Odrau heiratete, gelangte Mankovice zur schlesischen Herrschaft Odrau. Im Jahre 1448 wurde das Dorf in der Troppauer Landtafel eingelegt. 1483 erhielt Mankovice einen nichtkatholischen Pfarrer, der katholische Bevölkerungsanteil war zu dieser Zeit gering. Eine Pfarrschule lässt sich bereits zur Reformationszeit nachweisen. Wegen der Grenzstreitigkeiten zwischen dem schlesischen Herzogtum Troppau und dem Markgraftum Mähren erfolgte 1493 eine neue Grenzziehung zwischen Mähren und Schlesien, die 1613 durch Kaiser Matthias für verbindlich erklärt wurde und bis 1920 Bestand hatte. Die Fluren von Mankendorf waren zu allen Seiten – mit Ausnahme des Nordwesten, wo sie an der Oder an Odrau anstießen – von mährischen Gebiet umschlossen. Im Laufe der Zeit wurde das Dorf als Mankendorf, Manckendorf bzw. Mankgendorf (ab 1505), Monchdorf (1564), Mankowitz (1627), Manekendorf (1634) und Mankowa (1668) bezeichnet. Die ersten Kirchenbücher wurde 1629 in Groß Petersdorf (Dolní Vražné) geführt. 1638 wurde wieder ein katholischer Pfarrer eingesetzt. Später erlosch die Pfarrei. Zum Ende des Dreißigjährigen Krieges lagen alle Bauernhöfe wüst und die Bevölkerung war gegenüber der Vorkriegszeit um zwei Drittel geschrumpft. 1654 wurden während einer Jagd bei Mankendorf vier Wölfe erlegt. Aus dem Urbar von 1663 geht hervor, dass sich an der Stelle des Gemeindeamtes das Schulhaus befand. Im Zinsregister von 1720 sind ein Erbrichter, ein Müller, 35 Bauern und 15 Chalupner aufgeführt.
Während des Ersten Schlesisches Krieges trafen 1742 an der Mankendorfer Brücke preußische und österreichische Truppen aufeinander, wobei die Preußen in die Flucht geschlagen wurden. Im Jahre 1770 bestand das Dorf aus 76 Häusern. Mit der 1774 durch die „Allgemeine Schulordnung für die deutschen Normal-, Haupt und Trivialschulen in sämtlichen Kayserlichen Königlichen Erbländern“ eingeführten Unterrichtspflicht für Kinder zwischen sechs und zwölf Jahren wurde die Pfarrschule, in der hauptsächlich Religion unterrichtet wurde, in eine Trivialschule umgewandelt. 1781 erfolgte die Hausnummerierung. Die Pfarrei Mankendorf wurde 1784 nach Petersdorf verlegt. 1786 wurde durch den Religionsfonds eine Lokalkaplanei gestiftet und zwischen 1794 und 1795 an Stelle der alten Kirche die heutige errichtet. 1795 standen in Mankendorf bereits 95 Häuser. 1812 wurde an gleicher Stelle ein neues Schulhaus errichtet.
Im Jahre 1834 bestand Mankendorf aus 100 steinernen Häusern, in denen 720 deutschsprachige Personen, darunter 35 Bauern lebten. Die Mehrheit der Einwohner war katholisch, im Ort lebten 29 Nichtkatholiken. Erwerbsquellen waren der Ackerbau, die Viehzucht und der Obstbau. Vom herrschaftlichen Getreidezins waren die Bewohner befreit. Im Ort gab es einen herrschaftlichen Meierhof, eine Filialkirche mit Friedhof, eine Schule und ein Armeninstitut. Der Lokalkaplan wurde aus dem Religionsfonds bezahlt. Die Nutzfläche des Rustikallandes umfasste 1036 Joch fruchtbares Ackerland, 224 Joch Wiesen, 74 Joch Hutweiden und 32 Joch Wald. Zum Meierhof gehörten 201 Joch Dominikalland. Pfarrort war Groß Petersdorf. Bis zur Mitte des 19. Jahrhunderts blieb Mankendorf der Minderherrschaft Oderau untertänig.
Nach der Aufhebung der Patrimonialherrschaften bildete Mankendorf / Mankovice ab 1849 eine Gemeinde im Gerichtsbezirk Odrau. Ab 1869 gehörte Mankendorf / Memkovice zum Bezirk Troppau. Zu dieser Zeit hatte das Dorf 720 Einwohner und bestand aus 102 Häusern. Im Jahre 1875 wurde das Schulhaus aufgestockt. Mit der Inbetriebnahme der Lokalbahn Zauchtel–Bautsch erhielt Mankendorf 1891 einen Eisenbahnanschluss. Zum Ende des 19. Jahrhunderts entstand ein Sägewerk. Im Jahre 1900 lebten in Mankendorf 746 Personen; 1910 waren es 813. Nach dem Ende des Ersten Weltkrieges wurde Mankendorf 1918 Teil der neugegründeten Tschechoslowakei. Im Jahre 1920 erfolgte die Elektrifizierung des Dorfes zunächst mit Gleichstrom, den die Fa. Till aus der Deutsch Jaßniker Mühle lieferte. Beim Zensus von 1921 lebten in den 113 Häusern der Gemeinde 771 Menschen, darunter 689 Deutsche und 74 Tschechen. 1921 wurde im Ortszentrum ein Kriegerdenkmal enthüllt. Zusätzlich zur deutschsprachigen Trivialschule wurde 1926 eine tschechische Minderheitenschule eröffnet, zwei Jahre später kam noch ein tschechischer Kindergarten hinzu. Im Jahre 1930 bestand Mankendorf aus 117 Häusern und hatte 811 Einwohner, davon 672 Deutsche und 139 Tschechen. Das Dorf gliederte sich in die Ortslagen Oberdorf, Wüstenau, Niederdorf und Im Teich (Na Rybnicích); letztere war südlich der Wüstenau auf trockengelegten Teichstätten nahe der Oder angelegt worden. Ab 1935 wurden in Trivialschule ab der vierten Jahrgangsstufe wöchentlich zwei Stunden Tschechisch in den Unterrichtsplan aufgenommen. Im selben Jahr erfolgte die Umstellung der Stromversorgung auf Wechselstrom von den Mährisch-schlesischen Elektrizitätswerken, in diesem Zuge wurde am 23. Juli 1935 auch eine Straßenbeleuchtung in Betrieb genommen. Das Spritzenhaus entstand 1938. Nach dem Münchner Abkommen wurde die Gemeinde im Herbst 1938 dem Deutschen Reich zugeschlagen und am 10. Oktober durch die Wehrmacht besetzt. Danach gehörte die Gemeinde bis 1945 zum Landkreis Neu Titschein. 1939 hatte die Gemeinde 757 Einwohner. Am 17. Dezember 1944 kam es während eines Angriffes der 15. Division der USAAF auf die Hydrierwerke in Blechhammer und Odertal über Nordmähren zu einem als Blutsonntag bezeichneten Luftgefecht mit der deutschen Luftwaffe, bei dem 51 deutsche und 27 US-amerikanische Flugzeuge abgeschossen wurden, wobei 222 Besatzungsmitglieder starben. Bei Mankendorf zerschellte dabei eine Messerschmidt Bf 109 G-10. Zum Ende der Mährisch-Ostrauer Operation erreichte die Sowjetarmee Anfang Mai 1945 Mankendorf; sie nahm den Ort nach schweren Kämpfen mit der Wehrmacht am 5. und 6. Mai 1945 ein und überschritt die Oder, damit war der Weg durch die Mährische Pforte ins böhmische Landesinnere zur abschließenden Prager Operation frei geworden. Nach dem Ende des Zweiten Weltkrieges kam Mankovice 1945 zur Tschechoslowakei zurück und wurde wieder Teil des Okres Opava. Die meisten der deutschsprachigen Bewohner wurden 1946 vertrieben und das Dorf mit Tschechen aus der Mährischen Walachei neu besiedelt. Die Eröffnung des Kinos erfolgte im Jahre 1948. 1949 wurde Mankovice dem Okres Nový Jičín zugeordnet. Im Jahre 1950 hatte das Dorf 677 Einwohner und bestand aus 112 Häusern. Auch in der zweiten Hälfte des 20. Jahrhunderts prägte die Landwirtschaft das Dorf, außer dem Sägewerk gab es keine Industriebetriebe. An der Straße nach Odry wurde in den 1960er Jahren am Fuße des Pohoř eine Kafillerie errichtet, am unteren Ende des Dorfes entstand zur selben Zeit eine Selbstbedienungsverkaufsstelle. Im Jahre 1970 hatte die Gemeinde 631 Einwohner. Zwischen 1970 und 1979 wurden im Ortszentrum eine neue Schule, ein Gasthaus, ein Kulturhaus mit Kinosaal, ein Wohnblock mit Gemeindewohnungen, Parkplätze sowie ein Mehrzweckwasserreservoir angelegt. 1974 wurden das neue Schulgebäude und das neue Kino eingeweiht, die Nachnutzung der bisherigen Schule erfolgte als neuer Sitz der Gemeindeverwaltung. Mit Beginn des Jahres 1980 wurde Mankovice nach Odry eingemeindet. Am 24. November 1990 wurde Mankovice wieder eigenständig. 1991 lebten in den 128 Häusern von Mankovice 541 Personen. Seit 1998 führt die Gemeinde ein Wappen und Banner, der Entwurf dazu stammt vom Heraldiker Jan Tejbal. Beim Zensus von 2011 hatte das Dorf 592 Einwohner und bestand aus 141 Häusern.

## Ortsgliederung
Für die Gemeinde Mankovice sind keine Ortsteile ausgewiesen. Das Gemeindegebiet bildet einen Katastralbezirk.

## Sehenswürdigkeiten
- Kirche Mariä Heimsuchung, errichtet 1794–1795 anstelle eines älteren Vorgängerbaus
- Pfarrhaus (Haus Nr. 32)
- Statue der Jungfrau Maria mit dem Jesuskind, vor der Kirche,  die von Ferdinand Schenk gestiftete Skulptur wurde 1850 durch den Besitzer des Bauerngutes Nr. 23 Heinrich Halbgebaur aufgestellt.[9]
- Statue des hl. Johannes von Nepomuk, im Ortszentrum gegenüber dem Pfarrhaus, aufgestellt am 11. Juli 1761 durch Pfr. Johann Ignaz Hilscher. Er widmete sie seinem Amtsvorgänger Georg Ritter Zeno von Dannhaus.[10]
- Friedhofskapelle auf dem Kirchhof
- Marienkapelle gegenüber dem Haus Nr. 16, klassizistischer Bau aus dem Jahre 1850
- Marienkapelle neben dem Haus Nr. 117, errichtet 1818
- Marienkapelle westlich des Dorfes an der Straße nach Odry, errichtet 1882, sie ist von einer Baumgruppe umgeben
- Denkmal für die Befreier und Opfer des Zweiten Weltkrieges, geschaffen 1960 durch Umgestaltung des Kriegerdenkmals aus dem Jahre 1921, im Jahre 2021 wurde der Obelisk saniert.
- Gedenkstätte für die im Ersten und Zweiten Weltkrieg gefallenen Einwohner, auf dem Friedhof, geschaffen 1998
- Gedenkstein für das Luftgefecht über der Mährischen Pforte vom 17. Dezember 1944, am Absturzort der Messerschmidt Bf 109 G-10. Das Flugzeugwrack mit den sterblichen Überresten des Piloten Heinz Krieg wurde 1999 aus drei Meter Tiefe geborgen
- Haus Nr. 1, ehemalige Erbrichterei
- Mehrere historische Gehöfte
- Mehrere Weg- und Flurkreuze
- Naturdenkmal Meandry Staré Odry (Mäander der Alten Oder), südöstlich des Dorfes an der Gemarkungsgrenze mit Jeseník nad Odrou
- Winterlinde an der Bahnstation, Baumdenkmal[11]
- Ehemalige Winterlinde an der Kirche, das ca. 250-jährige Baumdenkmal hatte eine Höhe von 23 m und einen Stammumfang von 4,2 m. Vor der Friedhofsmauer wurde eine Gedenktafel aufgestellt.[12]

## Söhne und Töchter der Gemeinde
- Matthäus Stach (1711–1787), deutscher Missionar
- Edmund Böhm (1898–1965), deutscher Politiker
- Karl Gilg (1901–1981),  deutscher Schachspieler
- Jiří Lindovský (* 1948), tschechischer Maler, Graphiker und Hochschullehrer